# Österbotten
Koordinaten: 63° 0′ N, 22° 0′ O
Österbotten [ˈœstərˌbɔtən] (schwedisch), finnisch Pohjanmaa [ˈpɔhjɑnmɑː] (deutsch auch Ostbottnien), ist eine Landschaft (sv. landskap, fi. maakunta) in Finnland. Die heutige Verwaltungsregion umfasst nur einen sehr kleinen Teil der gleichnamigen historischen Landschaft, die zusätzlich die heutigen Regionen Südösterbotten, Mittelösterbotten, Nordösterbotten, Kainuu sowie den südlichen Teil Lapplands (Peräpohjola) einschloss. Die heutige Landschaft Österbotten benennt nur den überwiegend schwedischsprachigen Küstenstreifen nördlich und südlich der Stadt Vaasa. Die Fläche der Region beträgt 7932 km², die Einwohnerzahl liegt bei rund 180.000.
Vaasa (schwed. Vasa) ist mit 67.988 Einwohnern der Hauptort der Region und Sitz einer zweisprachigen Universität. Hier an der schmalsten Stelle des Bottnischen Meerbusens, dem Kvarken, ist es nicht weit nach Schweden. Es gibt eine Fährverbindung ins 80 km entfernte Umeå.

## Geschichte

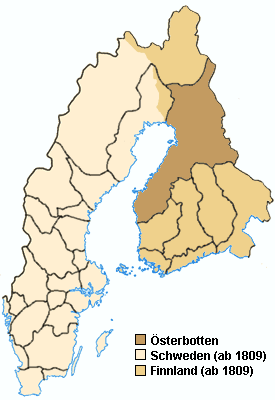
Ausdehnung des historischen Österbotten

Der schwedische Name Österbotten bezeichnet analog zu Västerbotten und Norrbotten das Gebiet östlich des Bottnischen Meerbusens. Österbotten war bereits in der Steinzeit besiedelt, das Fehlen von archäologischen Funden aus der späten Eisenzeit könnte aber darauf hinweisen, dass das Gebiet zwischen dem 9. und 11.–12. Jahrhundert unbesiedelt war. Die schwedischsprachige Bevölkerung ließ sich ab dem 13. Jahrhundert an der Küste Österbottens nieder. Die historische Landschaft Österbotten bestand bis 1775, als sie in die Provinzen Vaasa und Oulu aufgeteilt wurde.
Die Geschichte des Küstenstreifens um Vaasa ist stark durch den Kontakt zu Schweden geprägt (dessen Teil Finnland bis 1809 war). Seit dem 14. Jahrhundert landeten hier die Seefahrer aus Mittelschweden. 1606 gründete der schwedische König Karl IX. die Stadt Vaasa, die nach dem schwedischen Königsgeschlecht benannt wurde. Schiffbau und Handel (insbesondere mit Teer) spielten eine wichtige Rolle.
Die althergebrachte Einteilung Finnlands in Landschaften wurde 1994 offiziell institutionalisiert. Die Landschaft trug anfangs den Namen „Küstenregion Vaasa“ (Vasa kustregion / Vaasan rannikkoseutu), 1998 wurde sie umbenannt in Österbotten / Pohjanmaa. Damit setzte sich die finnische Regierung über eine Empfehlung des für die Pflege der in Finnland gesprochenen Sprachen zuständigen Forschungsinstituts hinweg, das die Namensform „Küsten-Österbotten“ (Kustösterbotten / Rannikko-Pohjanmaa) vorschlug, um eine Verwechslung der heutigen Landschaft mit dem weitaus größeren historischen Österbotten zu vermeiden.

## Wappen
Beschreibung: In Rot eine goldene Wasa-Garbe und darüber das goldene Schildhaupt mit vier (2;2) roten flüchtenden Hermelinen.

## Geografie und Bevölkerung
Die Landschaft Österbottens ist sehr flach und wird von vielen Flüssen durchschnitten. Die Flussebenen sind fruchtbar und werden daher intensiv landwirtschaftlich genutzt. Weil durch die Landhebung an der Küste der Höhenunterschied zwischen Flussmündungen und Oberläufen geringer wird, kommt es im Frühjahr oft zu größeren Überschwemmungen.
Heute sprechen 51,2 % der Einwohner Österbottens Schwedisch und 45,5 % Finnisch als Muttersprache. Die Grenzen zwischen schwedisch- und finnischsprachigen Gegenden sind auf dem Land und den Inseln relativ scharf, während die Städte an der Küste durch den Zuzug aus anderen Landesteilen zweisprachig sind.

## Gemeinden
In Österbotten gibt es 14 Gemeinden, von denen sechs den Status einer Stadt haben (fettgedruckt). Eine Gemeinde (Laihia) ist rein finnischsprachig. Die übrigen Kommunen sind zweisprachig; elf von ihnen haben Schwedisch und eine Finnisch als Mehrheitssprache. In der Liste ist der Name in der Mehrheitssprache als erster angegeben. Einwohnerzahlen zum 31. Dezember 2022:
| 1. Jakobstad (Pietarsaari) (19.207) 2. Kaskinen (Kaskö) (1.256) 3. Korsholm (Mustasaari) (19.662) 4. Korsnäs (2.024) 5. Kristinestad (Kristiinankaupunki) (6.242) 6. Kronoby (Kruunupyy) (6.405) 7. Laihia (7.817) 8. Larsmo (Luoto) (5.732) 9. Malax (Maalahti) (5.479) 10. Närpes (Närpiö) (9.584) 11. Nykarleby (Uusikaarlepyy) (7.434) 12. Pedersöre (Pedersören kunta) (11.206) 13. Vaasa (Vasa) (67.988) 14. Vörå (Vöyri) (6.287) |